# 国际救助公约
国际救助公约（英語：International Convention on Salvage），是1989年国际海事组织制订的国际公约。公约订于英国伦敦，于1996年7月14日生效，保存人是国际海事组织秘书长。

## 背景
各缔约国认为有必要通过协议制订有关救助作业的统一的国际规则；认识到及时有效的救助作业，对处于危险中的船舶和其他财产的安全以及对环境保护能起重大的作用；相信有必要确保处于危险中的船舶和其他财产进行救助作业的人员能得到足够的鼓励。各缔约国为此制订本公约各条款。

## 内容

### 救助作业的实施
公约第二章对救助人的义务及所有人和船长的义务（第8条）、沿海国的权利（第9条）、提供救助的义务（第10条）和合作（第11条）做了规定。

### 救助人的权利
公约第三章对支付报酬的条件（第12条）、评定报酬的标准（第13条）、特别补偿（第14条）等做了规定。

### 索赔与诉讼
公约第四章对优先请求权（第21条）、提供担保的义务（第22条）、先行支付款项（第23条）等做了规定。